# East Lilburn
East Lilburn – przysiółek w Anglii, w Northumberland, w dystrykcie (unitary authority) Northumberland, w civil parish Lilburn. Leży 17.1 km od miasta Alnwick, 62.2 km od miasta Newcastle upon Tyne i 460.4 km od Londynu. W 1951 roku civil parish liczyła 46 mieszkańców.